# White Triplets Peaks
White Triplets Peaks är bergstoppar i Kanada.   De ligger i territoriet Nunavut, i den norra delen av landet, 3 800 km norr om huvudstaden Ottawa.
Trakten runt White Triplets Peaks är permanent täckt av is och snö. Trakten runt White Triplets Peaks är nära nog obefolkad, med mindre än två invånare per kvadratkilometer.